# 敌后
敌后行动或作战，是指一个国家在敌人占据的本国国土上秘密行动或地下组织，作为抵抗运动或对敌谍报活动的基础。 

## 第二次世界大战
二战时期，广泛存在规模浩大的敌后抵抗活动。
- 苏联：苏德战争游击运动[1][2]
- 中国：抗日战争敌后战场、东北抗日联军
- 南斯拉夫
- 法国
- 阿尔巴尼亚
- 越南
- 意大利
- 英国：辅助部队（英语：Auxiliary Units）
- 纳粹德国的人狼行动

## 冷战
冷战时，北约与中央情报局在很多欧洲国家资助组织了敌后网络，以在华约共产军占领或者共产党可能在大选中上台的局势下展开行动。根据Martin Packard的研究："资质、武装、训练秘密抵抗行动，包括刺杀、政治挑衅、假情报。" 1990年10月24日，意大利总理朱利奥·安德烈奥蒂公开承认短剑行动。1990年11月20日,欧洲议会发表声明,谴责“短剑行动”脱离了民主制度控制,对相关国家的平民生活带来了危险。欧洲议会要求予以彻查。
- 法国：1947年时任内务部长爱德华·德普厄（英语：Edouard Depreux）组建了秘密组织，代号名为“蓝色计划”（Plan Bleu）。1948年在此基础上成立了西方联盟秘密委员会（英语：Clandestine Committee of the Western Union）。1949年北约成立后，1951年成立了欧洲盟军最高指挥部下属的秘密计划委员会（英语：Clandestine Planning of Committee）（CPC）。1957年成立了联合秘密委员会（英语：Allied Clandestine Committee）（ACC）。1966年，因法国退出北约一体化军事体系，CPC总部从法国搬至比利时。法国还有La Rose des Vents与 Arc-en-ciel等秘密组织。
- 英国：SAS、Honourable Artillery Company（英语：Honourable Artillery Company）的地区军团[4][5]
- 丹麦：代号为“押沙龙”（Absalon），由丹麦国防情报局秘密设立
- 西德：“格伦组织”、德意志青年团（英语：Bund Deutscher Jugend），以及Technischer Dienst（TD BJD）
- 西柏林：CIA组织的KgU - Kampfgruppe gegen Unmenschlichkeit e.V.（英语：KgU - Kampfgruppe gegen Unmenschlichkeit e.V.）[6][7]
- 意大利：“短剑行动”，1953年由国防部秘密创设。
- 土耳其：军队的“反游击战部”（Counter-Guerrilla），冷战时期叫做特种作战部（英语：Özel Harp Dairesi）（ÖHD），冷战后叫做“特种部队指挥部”（ÖKK），下辖大约有7000名以上的特种治安部队“红色贝雷帽”。军方反恐和情报部门（JITEM）控制的极右翼准军事组织“Ergenekon”。2007年总理埃尔多安第二次选举胜利，开始对“Ergenekon”的全面清查，持续到2011年4月时抓捕了500多人，其中300余人已被起诉。
- 卢森堡：Attack on the WSA
- 荷兰：O&I（荷兰语）(是冷战欧洲敌后行动中唯一不隶属于北约的组织)
- 葡萄牙：Aginter Press（英语：Aginter Press）
- 希腊：Lochos Oreinon Katadromon（LOK），以及Operation (Red) Sheepskin [3]
- 挪威： ROC
- 比利时Belgian stay-behind network（英语：Belgian stay-behind network）(SDRA8和STC/Mob)
- 直布罗陀：Operation Tracer（英语：Operation Tracer）
- 澳大利亚：Regional Force Surveillance Units（英语：Regional Force Surveillance Units）
- 西班牙

中立国：
- 瑞士：Projekt-26（英语：Projekt-26） (P-26）
- 瑞典：Arla gryning（瑞典语）与IB affair（英语：IB affair）
- 奥地利：奥地利徒步与运动协会联合会（英语：Austrian Association of Hiking, Sports and Society）(OeWSGV, also: ÖWSGV)
- 芬兰：Weapons Cache Case（英语：Weapons Cache Case）（Nihtilä-Haahti plan）
- 塞浦路斯